# Süttő
Süttő là một thị trấn thuộc hạt Komárom-Esztergom, Hungary. Thị trấn này có diện tích 34,36 km², dân số năm 2010 là 2003 người, mật độ 58 người/km².